# Чирпы
Чирпы́ (тат. Чырпы) — село в Лаишевском районе Республики Татарстан Российской Федерации. Является административным центром Чирповского сельского поселения.

## География
Село находится вблизи автомобильной дороги Казань — Оренбург (Р-239), в 14 километрах к востоку от города Лаишево.

## Топоним
В дореволюционных источниках упоминается под названием Богородское.

## История
Село известно с 1565—1567 годов.

## Население
| 1782               | 1859 | 1897 | 1908 | 1920 | 1926 | 1938 | 1949 | 1958 | 1970 | 1979 | 1989 | 2002 | 2010 |
| ------------------ | ---- | ---- | ---- | ---- | ---- | ---- | ---- | ---- | ---- | ---- | ---- | ---- | ---- |
| 262 души муж. пола | 660  | 1026 | 1217 | 1485 | 1353 | 710  | 460  | 832  | 581  | 419  | 362  | 376  | 309  |

## Инфраструктура
Молочное скотоводство, молокозавод.
Клуб, библиотека.

## Достопримечательности
- Дом крестьянина В. М. Марева (памятник архитектуры начала XX века).
- Церковь Смоленской иконы Божией Матери (руинирована).

## Транспорт
Село доступно автотранспортом.